# Curimatella meyeri
Curimatella meyeri és una espècie de peix de la família dels curimàtids i de l'ordre dels caraciformes.

## Morfologia
- Els mascles poden assolir 15,6 cm de llargària total.
- Nombre de vèrtebres: 35-37.[5]

## Hàbitat
Viu en zones de clima tropical.

## Distribució geogràfica
Es troba a Sud-amèrica: conca del riu Amazones.